# Anacostia River
Der Anacostia River ist ein 13,5 km langer Fluss in den Vereinigten Staaten, der im Prince George’s County in Maryland entspringt und die Hauptstadt Washington, D.C. durchfließt, wo er in den Potomac River mündet.

## Geschichte
Umweltverschmutzung und wenig Investition trugen dazu bei, dass der Fluss unansehnlich wurde. Er erhielt so seinen Spitznamen „D.C.’s forgotten river“, also D.C.s vergessener Fluss. Am Fluss befinden sich der Washington Navy Yard sowie das ehemalige Hauptquartier des Naval Criminal Investigative Service.

## Namensvarianten
Der Fluss besitzt mehrere Bezeichnungsvarianten:
- Annacostin River[1]
- Annacostone River[2]
- Annakostia River[3]
- East Branch[4]
- Eastern Branch[5]
- Eastern Branch of the Potomac[6]